# Organo (anatomia)

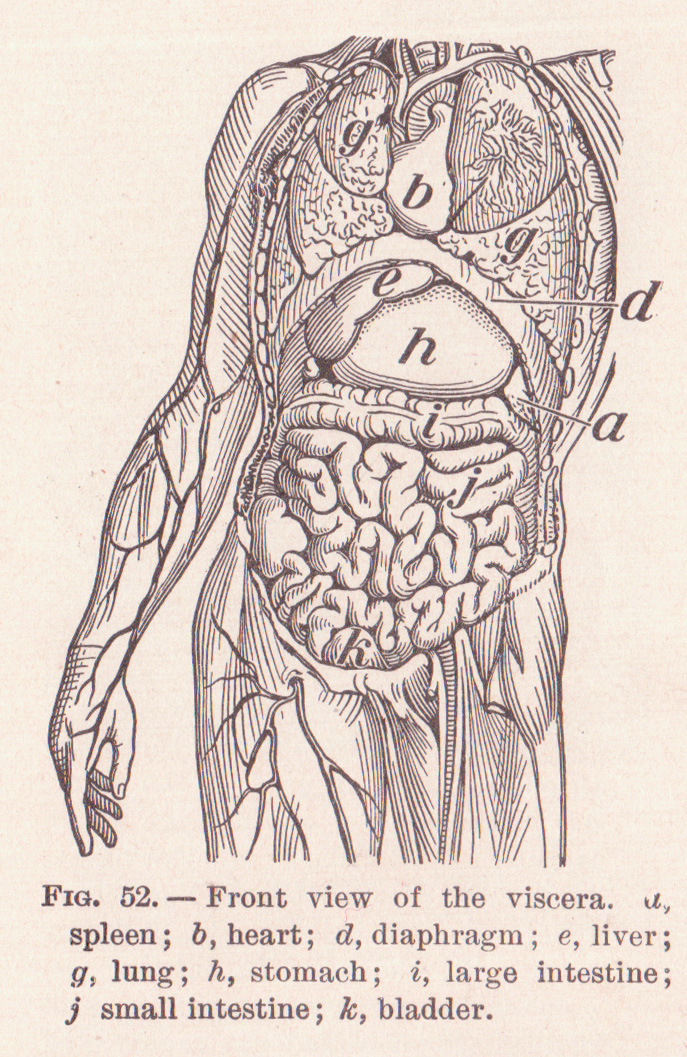
Organi viscerali umani

L'organo è un'associazione di tessuti diversi che svolgono funzioni tra loro integrate. Rappresentano parti spazialmente e morfologicamente definite nel corpo, formano delle unità di lavoro specializzate e presentano rapporti, struttura e funzioni caratteristiche.
L'organo fa parte ed opera all'interno in un sistema o apparato, che riunisce organi differenti e che permette lo svolgersi in maniera coordinata del complesso di funzioni di più organi a seconda che abbiano o meno la stessa derivazione embriologica.
Ad una relativa semplicità organizzativa presentata dagli organi presenti nelle Piante, fa riscontro una maggiore complessità con differenziazione di numerosi tipi di organi nel regno animale, l'organizzazione di tessuti in organi si realizza negli organismi pluricellulari a partire dal phylum dei Platelminti e raggiunge i maggiori livelli di complessità nei vertebrati superiori.
L'organizzazione di tessuti in organi inizia nel periodo di sviluppo embrionale al termine della gastrulazione, e continua attraverso il processo di organogenesi che consiste nell'organizzazione spaziale, nella moltiplicazione e nella differenziazione di cellule derivanti dai tre diversi foglietti embrionali.
Il processo di organogenesi assume caratteri specifici per ciascun organo ed è caratterizzato dall'integrazione fra differenziamento cellulare ed interazioni fra popolazioni cellulari. Anomalie di tale processo si possono tradurre in malformazioni con diversa rilevanza funzionale a seconda dell'organo coinvolto, sia che tali anomalie interessino le popolazioni di cellule indifferenziate che in via di differenziazione.

## Struttura

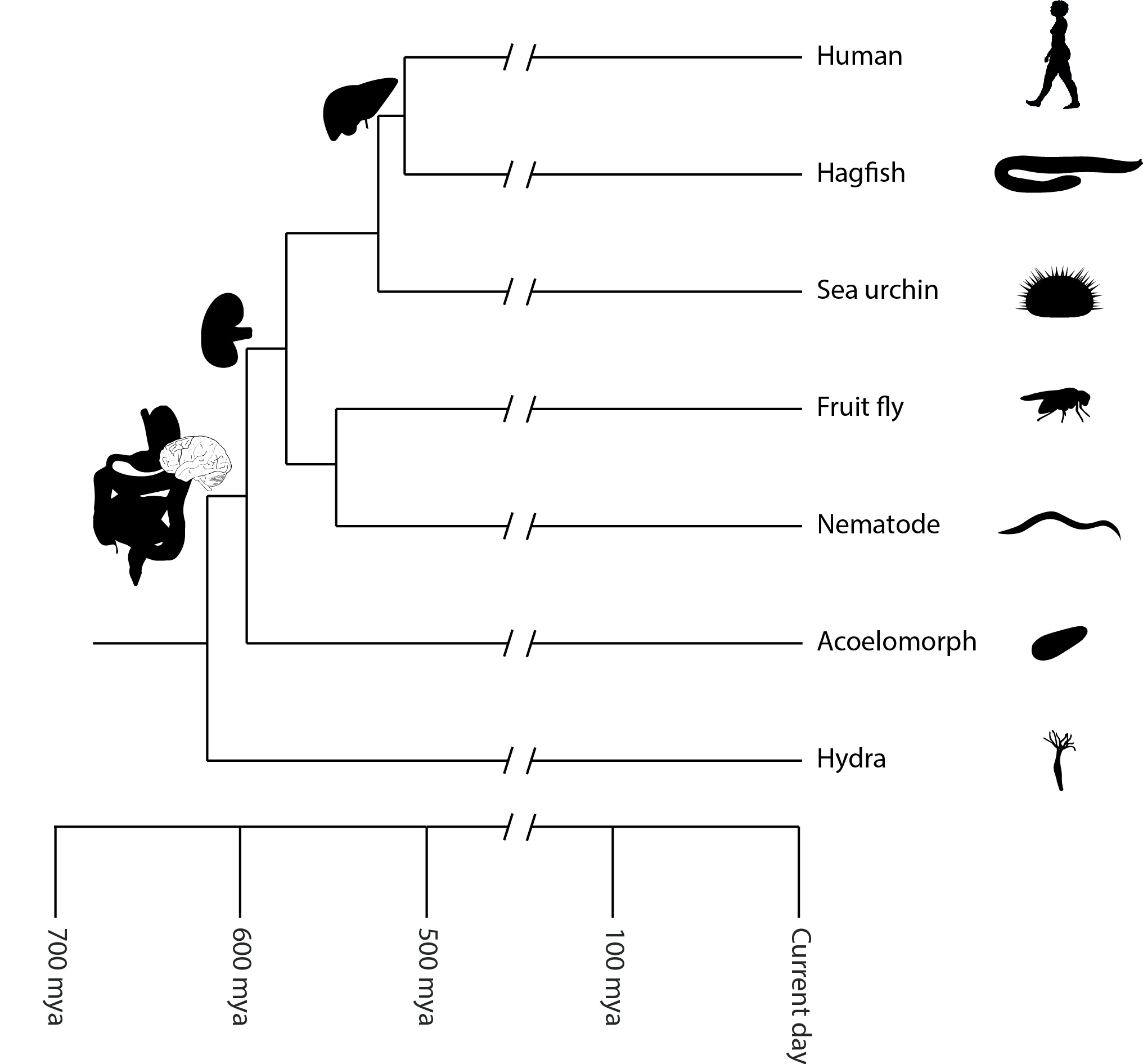
Relazione dei principali lignaggi animali con l'indicazione di quanto tempo fa questi animali condividevano un antenato comune. A sinistra sono mostrati organi importanti, che ci permettono di determinare quanto tempo fa questi possono essersi evoluti.

Dal punto di vista strutturale, gli organi si distinguono in organi cavi e organi pieni. I primi sono costituiti da pareti che racchiudono un lume, idoneo ad accogliere un contenuto, mentre i secondi mancano di una cavità principale, con i tessuti organizzati in strutture compatte e ben resistenti.

### Organi cavi
Gli organi cavi viscerali presentano un volume e una parete. Quest'ultima ha una struttura stratificata formata dalla giusta posizione di diverse tonache che, dall'interno all'esterno, sono: tonaca mucosa, sotto mucosa, muscolare, avventizia o sierosa.

#### Tonaca mucosa
La tonaca mucosa rappresenta lo strato più interno a contatto con il lume dell'organo ed è formata da 2 componenti:
- epitelio di rivestimento: svolge ruolo di protezione, ma anche di mediatore di scambi fra lume, sangue e linfa presenti nei vasi parietali. Può assorbire sostanze dal lume o secernerne, diventando parte importante nella funzione dell'organo stesso.
- lamina propria: formata prevalentemente da connettivo, ha funzioni trofiche e di sostegno. Possono essere presenti delle ghiandole.

#### Muscularis mucosae
La muscularis mucosae è un sottile strato di tessuto muscolare liscio, appartenente alla stessa tonaca mucosa, che serve ad esempio a comprimere l'adenomero delle ghiandole per favorire la fuoriuscita del secreto.

#### Tonaca sottomucosa
La tonaca sottomucosa è formata prevalentemente da tessuto connettivo lasso che permette una separazione fra la mucosa e il resto della parete dell'organo, donando alla mucosa stessa una mobilità indipendente (resa possibile anche dal muscularis mucosae). Lo strato può contenere ghiandole ed è sede di vasi e nervi di grande importanza per l'irrorazione e l'innervazione della mucosa.

#### Tonaca muscolare
La tonaca muscolare è formata da fasci di cellule muscolari orientati in diverse direzioni che permettono due tipi di movimenti all'organo:
- movimenti di tipo peristolico: permettono all'organo di adattarsi al contenuto variando il proprio volume in base a ciò che è presente nel lume;
- movimenti di tipo peristaltico: permettono la progressione del contenuto lungo il lume grazie ad un'onda di contrazione propagata nella stessa direzione.

Tutti movimenti della tonaca sono assicurati dal sistema nervoso vegetativo. È lo strato che varia di più per spessore in base alla forza di contrazione che deve esercitare.

#### Tonaca avventizia o sierosa
La tonaca avventizia è formata da tessuto connettivo denso e forma l'avvolgimento esterno dell'organo su cui i mezzi di fissità prendono direttamente attacco. Essendo all'esterno stabilisce i rapporti tra organo e ambiente periviscerale e perivascolare.
In alcuni organi, come il cuore e i visceri situati in addome e pelvi, è presente sulla superficie la tonaca sierosa, uno strato avvolgente che sostituisce l'avventizia che prende il nome di epicardio per il cuore e di peritoneo viscerale negli organi viscerali. Come l'avventizia, permette di circoscrivere l'organo e di fissarlo. La sierosa è a sua volta costituita da due o tre strati:
- mesotelio;
- strato sottomesoteliale, formato da connettivo lasso;
- strato sottosieroso, non sempre presente, è costituito da tessuto adiposo fra la tonaca muscolare e la sierosa.

#### Organi cavi dell'apparato circolatorio
Per quanto riguarda gli organi cavi è bene fare un distinguo fra organi viscerali e organi cavi dell'apparato circolatorio. Entrambe le formazioni sono fondamentalmente simili ma presentano diversità strutturali dovute alle diverse funzioni svolte.
Cuore e vasi sanguigni presentano solo tre tonache:
- intima, che corrisponde alla mucosa, è chiamata endocardio nel cuore;
- media, che corrisponde alla muscolare, è chiamata miocardio nel cuore;
- avventizia o sierosa, in comune con quella degli organi viscerali, prende il nome di epicardio nel cuore.

### Organi pieni
Gli organi pieni presentano una struttura più complessa più difficile da descrivere. Le componenti di un organo solido sono in genere tre: dispositivo capsulare, stroma e parenchima:
Dispositivo capsulare
Formato dalla capsula, un connettivo di rivestimento, oppure, là dove l'organo sia rivestito dal peritoneo, da una lamina sierosa; è sostanzialmente la delimitazione spaziale dell'organo.

#### Stroma
Lo stroma è la componente di supporto di un organo definita da setti, che vengono inviati dalla capsula all'interno dell'organo, di connettivo denso e fibroso, che si dividono in rami e lamine via via più sottili che si anastomizzano fra loro creando un reticolo tridimensionale formante l'impalcatura dell'organo. Questo reticolo forma delle regioni denominate lobi e lobuli. Attraverso le strutture che costituiscono lo stroma passano anche vasi sanguigni, linfatici e nervi facendo dello stroma stesso non solo un supporto, ma anche una guida per vascolarizzazione, drenaggio e innervazione di lobi e lobuli che diventano dei territori quasi indipendenti. Il connettivo stromale è costituito da numerose fibre, tra cui anche elastiche e muscolari lisce (specialmente nella prostata). Nelle regioni più sottili arriva anche ad essere formato da soli fasci di fibre di collagene che si organizzano nello stroma reticolare.
Non sempre lo stroma nasce dalla totalità della superficie capsulare. In tal caso i setti nascono da una regione limitata denominata ilo dalla quale si dipartono a raggiera in corrispondenza di vasi e nervi.
Dal punto di vista funzionale, lo stroma partecipa grazie al rapporto fra parenchima, vasi e innervazione che permette, senza il quale l'organo non avrebbe ragione d'essere.

#### Parenchima
Il parenchima è tutta quella parte di organo che contribuisce alla funzione dell'organo stesso e occupa gli spazi creati dallo stroma. La maggior parte delle volte è tessuto epiteliale che può disporsi sotto la forma di tubuli, acini, alveoli, follicoli in base alla funzione che deve svolgere. In genere si usa dare al parenchima il ruolo funzionale dell'organo, sebbene lo stroma partecipi grazie alla presenza di vasi in esso.

## Organi pari e impari
A seconda del numero di corpi principali che li costituiscono, gli organi si dividono in pari e impari.